# Troisvilles
Pour les articles homonymes, voir Trois-Villes.
Troisvilles est une commune française située dans le département du Nord, en région Hauts-de-France.

## Géographie

### Situation
Troisvilles est située entre Caudry et Le Cateau-Cambrésis.

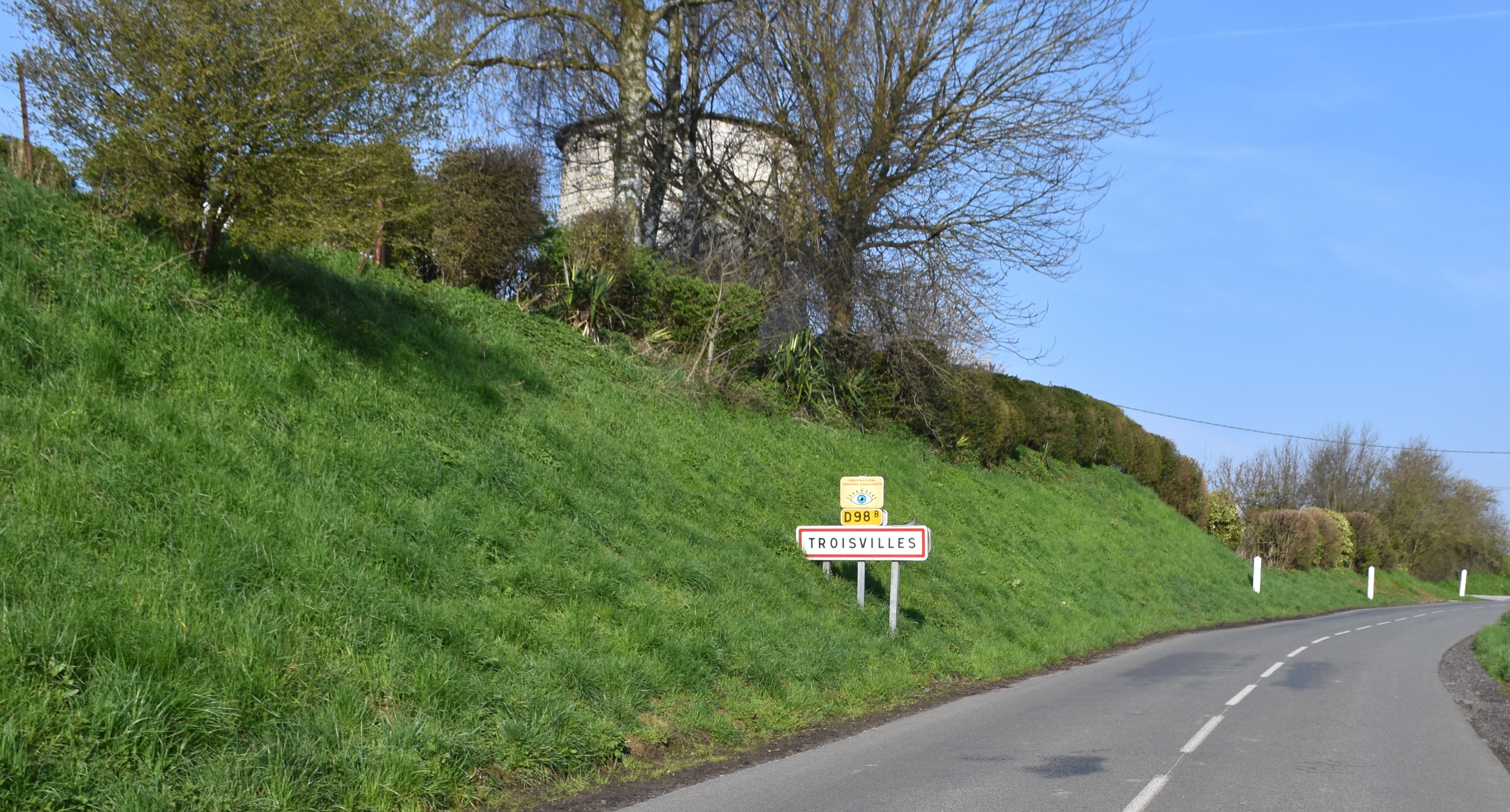
Une entrée du village.

### Communes limitrophes
| Beaumont-en-Cambrésis | Inchy       | Neuvilly            |
| Caudry                | Troisvilles | Le Cateau-Cambrésis |
| Bertry                | Reumont     |                     |

### Hydrographie

#### Réseau hydrographique
La commune est située dans le bassin Artois-Picardie. Elle est drainée par l'Erclin, le Torrent d'Esnes et le Riot du Fay,,.
L'Erclin, d'une longueur de 34 km, prend sa source dans la commune de Maurois et se jette  dans l'Escaut canalisée à Thun-Saint-Martin, après avoir traversé 16 communes. 
Le Torrent d'Esnes, d'une longueur de 19 km, prend sa source dans la commune de Bertry et se jette  dans la rivière Escaut à Crèvecœur-sur-l'Escaut, après avoir traversé neuf communes. 

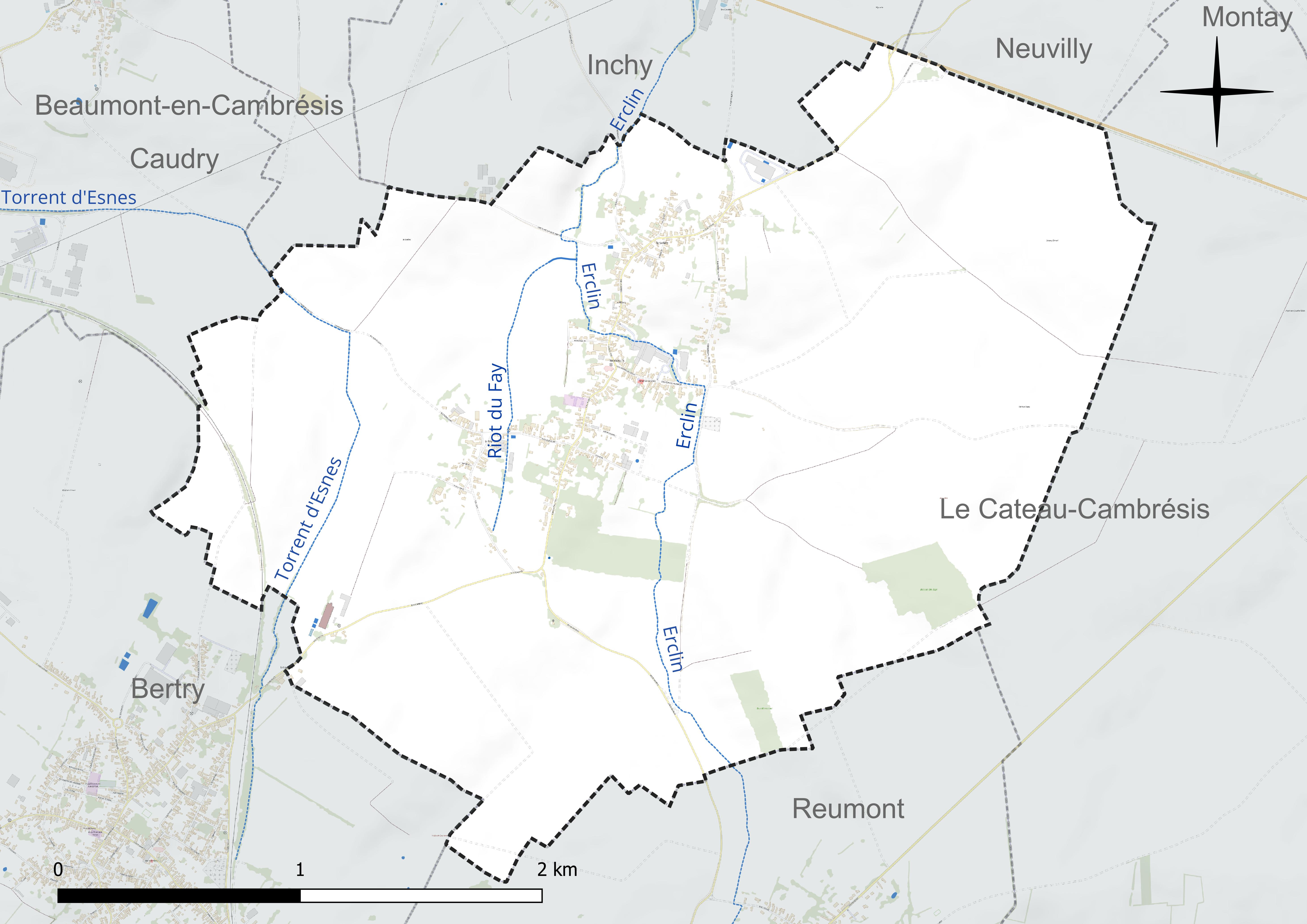
Réseau hydrographique de Troisvilles.

#### Gestion et qualité des eaux
Le territoire communal est couvert par le schéma d'aménagement et de gestion des eaux (SAGE) « Escaut ». Ce document de planification concerne un territoire de 2 005 km2 de superficie, délimité par le bassin versant de l'Escaut. Le périmètre a été arrêté le 9 juin 2006 et le SAGE proprement dit a été approuvé le 13 juillet 2021. La structure porteuse de l'élaboration et de la mise en œuvre est le syndicat mixte Escaut et Affluents (SyMEA). 
La qualité des cours d'eau peut être consultée sur un site dédié géré par les agences de l'eau et l'Agence française pour la biodiversité. 

### Climat
Pour des articles plus généraux, voir Climat des Hauts-de-France et Climat du Nord.
En 2010, le climat de la commune est de type climat océanique dégradé des plaines du Centre et du Nord, selon une étude du CNRS s'appuyant sur une série de données couvrant la période 1971-2000. En 2020, Météo-France publie une typologie des climats de la France métropolitaine dans laquelle la commune est exposée à un climat océanique altéré et est dans la région climatique  Nord-est du bassin Parisien, caractérisée par un ensoleillement médiocre, une pluviométrie moyenne régulièrement répartie au cours de l'année et un hiver froid (3 °C). 
Pour la période 1971-2000, la température annuelle moyenne est de 9,8 °C, avec une amplitude thermique annuelle de 15 °C. Le cumul annuel moyen de précipitations est de 816 mm, avec 12,7 jours de précipitations en janvier et 9,1 jours en juillet. Pour la période 1991-2020, la température moyenne annuelle observée sur la station météorologique la plus proche, située sur la commune d'Épehy à 27 km à vol d'oiseau, est de 10,6 °C et le cumul annuel moyen de précipitations est de 752,8 mm,. Pour l'avenir, les paramètres climatiques de la commune estimés pour 2050 selon différents scénarios d'émission de gaz à effet de serre sont consultables sur un site dédié publié par Météo-France en novembre 2022.

## Urbanisme

### Typologie
Au 1er janvier 2024, Troisvilles est catégorisée commune rurale à habitat dispersé, selon la nouvelle grille communale de densité à sept niveaux définie par l'Insee en 2022.
Elle est située hors unité urbaine. Par ailleurs la commune fait partie de l'aire d'attraction de Caudry, dont elle est une commune de la couronne,. Cette aire, qui regroupe 17 communes, est catégorisée dans les aires de moins de 50 000 habitants,.

### Occupation des sols
L'occupation des sols de la commune, telle qu'elle ressort de la base de données européenne d'occupation biophysique des sols Corine Land Cover (CLC), est marquée par l'importance des territoires agricoles (92 % en 2018), en diminution par rapport à 1990 (93,2 %). La répartition détaillée en 2018 est la suivante : 
terres arables (69,9 %), prairies (22,1 %), zones urbanisées (8 %). L'évolution de l'occupation des sols de la commune et de ses infrastructures peut être observée sur les différentes représentations cartographiques du territoire : la carte de Cassini (XVIIIe siècle), la carte d'état-major (1820-1866) et les cartes ou photos aériennes de l'IGN pour la période actuelle (1950 à aujourd'hui).

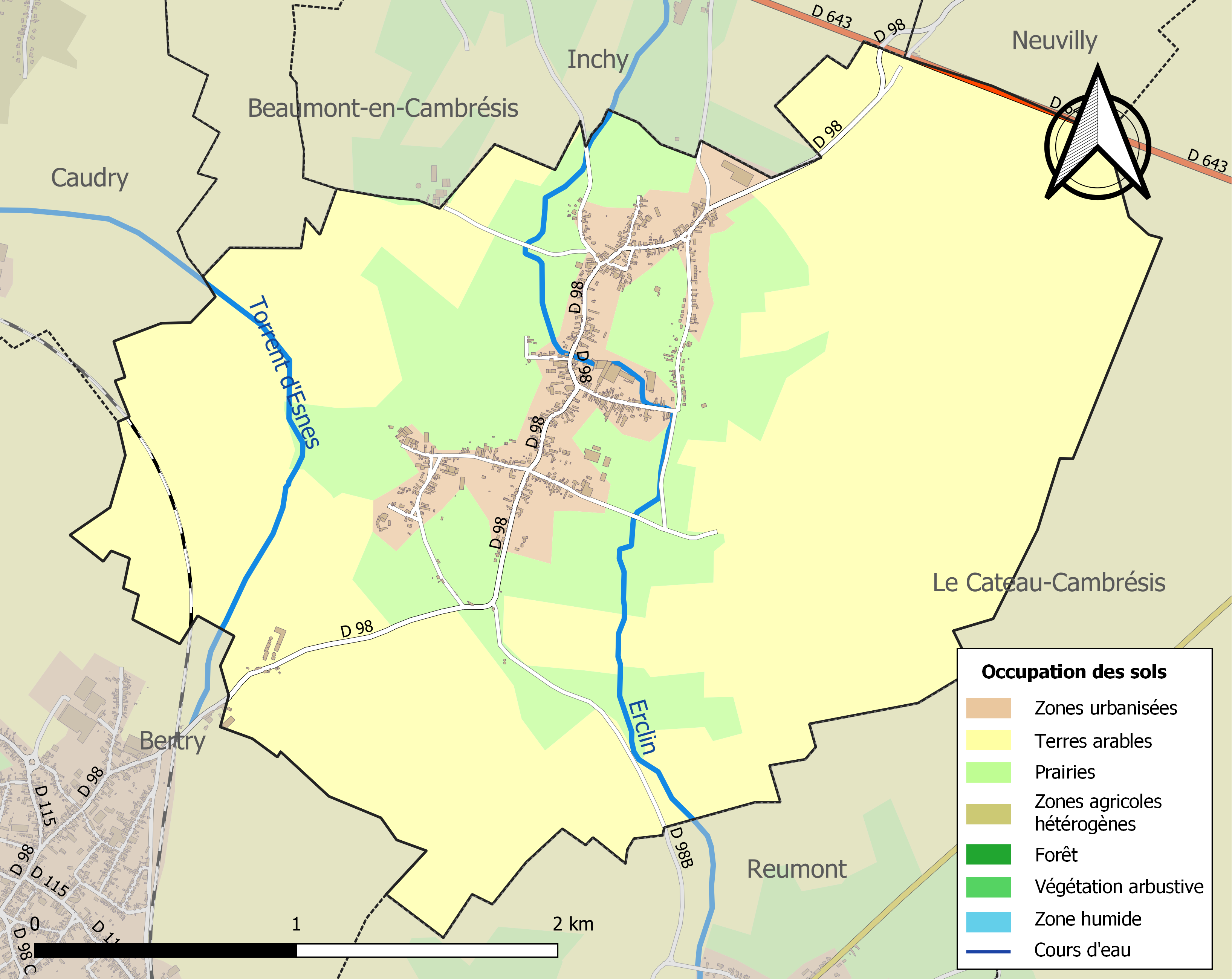
Carte des infrastructures et de l'occupation des sols de la commune en 2018 (CLC).

## Toponymie
Le lieu est mentionné sous le nom de Tres Villæ, Troisvilles en 1582. Le village est formé de la réunion de trois seigneuries ou « villes » : Euvillaria (1214) ou Euvilers (1450) (aujourd'hui Le Villers) ; Le Fayt (aujourd'hui Le Fay) ; Le Sautier ou La Sautière (aujourd'hui La Sotière),.
Depuis 1582, Troisvilles s'écrit en un seul mot (d'après un manuscrit de la bibliothèque de
Cambrai, n° : 670).

## Histoire
À l'époque médiévale, trois seigneuries se partagent le territoire actuel : celle de la Sotière, celle du Fayt et celle du Villers. Ce sont encore aujourd'hui le nom des trois rues principales. Réunies, elles forment ensuite Troisvilles.
L'autel d'Euvillers fut concédé aux chanoines de l'église Saint-Aubert de Cambrai par l'évêque de Cambrai Liébert en 1057.
À la fin du XVIIe siècle, Ferry-Nicolas d' Esclaibes, issu d'une branche cadette de la maison d'Esclaibes de Clairmont, est seigneur d'Amerval (hameau de Solesmes), du Fayt en Troisvilles, de Hellies, de la Mairie de Thumeries, du Bois en Phalempin et des Deux Treilles dans la châtellenie de Lille. Fils de Nicolas d'Esclaibes, chevalier, seigneur d'Amerval, et d'Agnès-Thérèse de la Hamayde, il a pour grand-père Georges d'Escalibes, seigneur d'Amerval et de Helgies. Il épouse à Lille le 13 novembre 1694, Marie Taviel, fille de François-Eustache Taviel du Moulinel, chevalier, seigneur du Moulinel, de Bois-Grenier, Bourghelles, substitut du procureur du roi et de Catherine de la Haye.

## Politique et administration

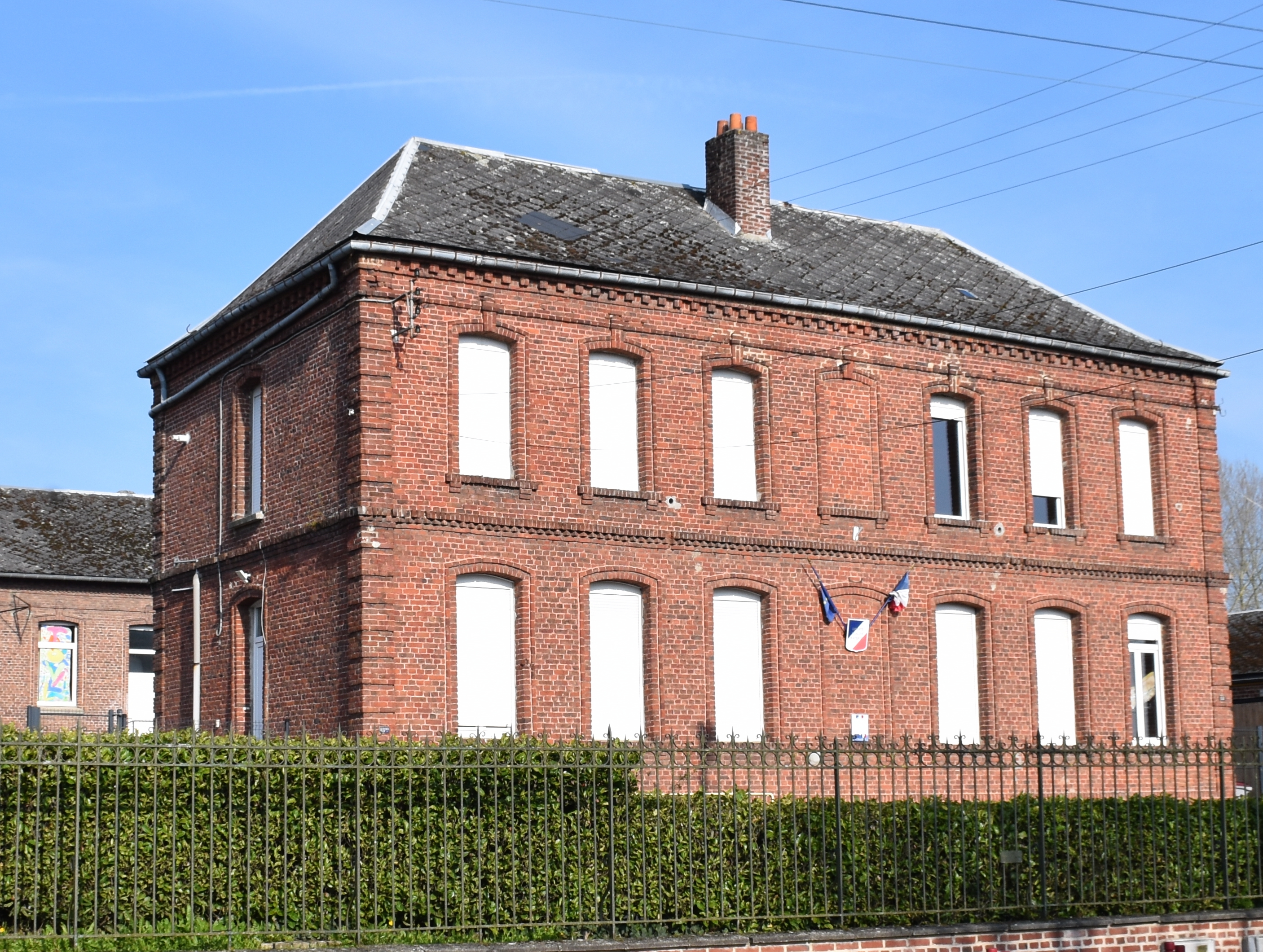
La mairie.

## Population et société

### Démographie

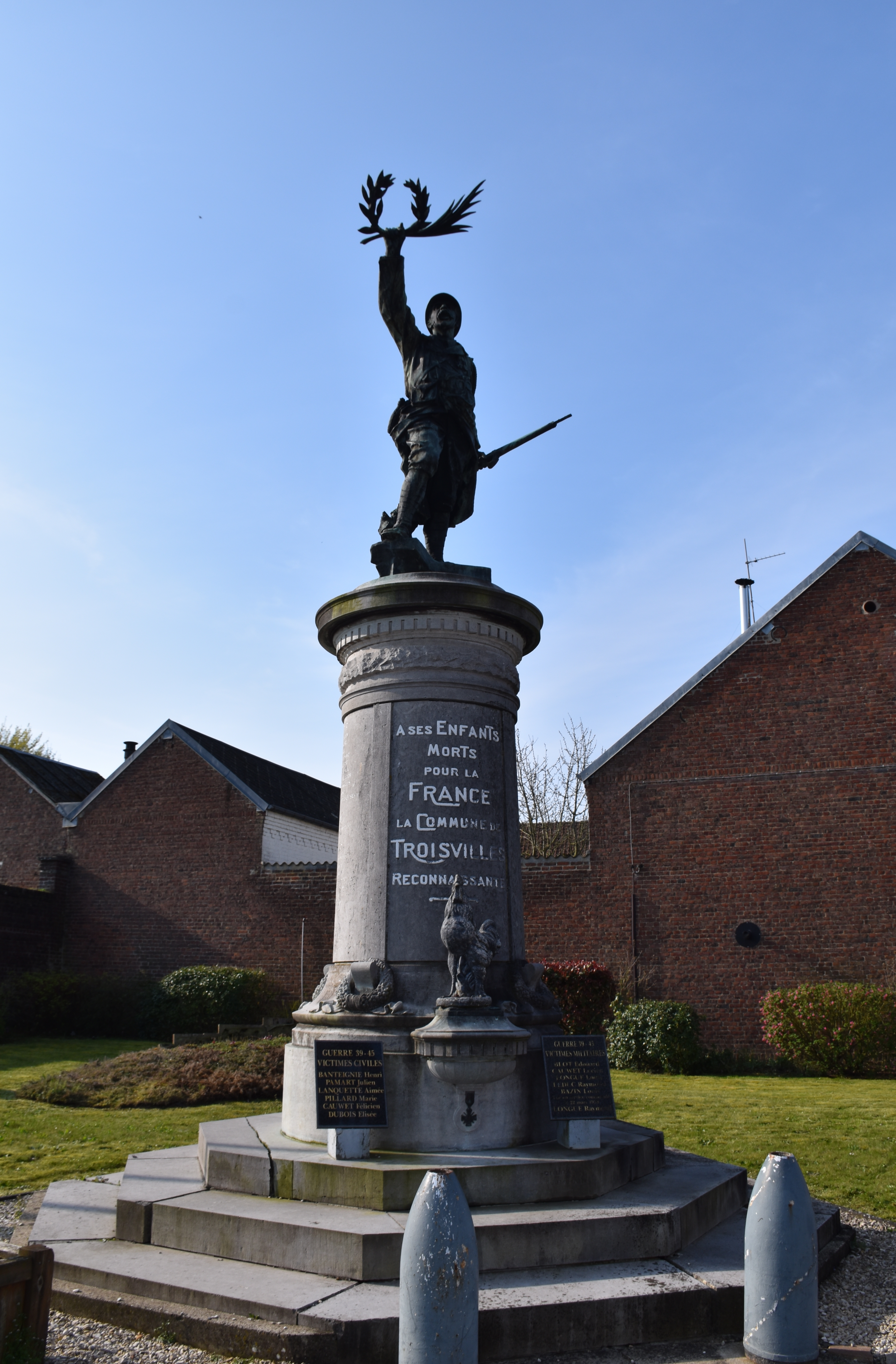
Le monument aux morts.

#### Évolution démographique
L'évolution du nombre d'habitants est connue à travers les recensements de la population effectués dans la commune depuis 1793. Pour les communes de moins de 10 000 habitants, une enquête de recensement portant sur toute la population est réalisée tous les cinq ans, les populations de référence des années intermédiaires étant quant à elles estimées par interpolation ou extrapolation. Pour la commune, le premier recensement exhaustif entrant dans le cadre du nouveau dispositif a été réalisé en 2005.

En 2022, la commune comptait 808 habitants, en évolution de −3,35 % par rapport à 2016 (Nord : +0,51 %, France hors Mayotte : +2,11 %).
| 1793  | 1800  | 1806  | 1821  | 1831  | 1836  | 1841  | 1846  | 1851  |
| ----- | ----- | ----- | ----- | ----- | ----- | ----- | ----- | ----- |
| 1 022 | 1 100 | 1 166 | 1 380 | 1 621 | 1 902 | 1 942 | 1 925 | 1 893 |

| 1856  | 1861  | 1866  | 1872  | 1876  | 1881  | 1886  | 1891  | 1896  |
| ----- | ----- | ----- | ----- | ----- | ----- | ----- | ----- | ----- |
| 2 021 | 2 096 | 2 026 | 2 045 | 1 953 | 1 801 | 1 703 | 1 630 | 1 618 |

| 1901  | 1906  | 1911  | 1921  | 1926  | 1931  | 1936  | 1946 | 1954 |
| ----- | ----- | ----- | ----- | ----- | ----- | ----- | ---- | ---- |
| 1 547 | 1 504 | 1 392 | 1 176 | 1 150 | 1 039 | 1 020 | 957  | 968  |

| 1962 | 1968  | 1975 | 1982 | 1990 | 1999 | 2005 | 2006 | 2010 |
| ---- | ----- | ---- | ---- | ---- | ---- | ---- | ---- | ---- |
| 965  | 1 002 | 926  | 804  | 762  | 782  | 753  | 749  | 823  |

| 2015 | 2020 | 2022 | - | - | - | - | - | - |
| ---- | ---- | ---- | - | - | - | - | - | - |
| 834  | 815  | 808  | - | - | - | - | - | - |

#### Pyramide des âges
La population de la commune est relativement jeune.
En 2018, le taux de personnes d'un âge inférieur à 30 ans s'élève à 36,3 %, soit en dessous de la moyenne départementale (39,5 %). À l'inverse, le taux de personnes d'âge supérieur à 60 ans est de 24,6 % la même année, alors qu'il est de 22,5 % au niveau départemental.
En 2018, la commune comptait 418 hommes pour 414 femmes, soit un taux de 50,24 % d'hommes, largement supérieur au taux départemental (48,23 %).
Les pyramides des âges de la commune et du département s'établissent comme suit.
| Hommes | Classe d’âge | Femmes |
| ------ | ------------ | ------ |
| 0,5    | 90 ou +      | 0,7    |
| 6,6    | 75-89 ans    | 8,1    |
| 15,9   | 60-74 ans    | 17,2   |
| 21,0   | 45-59 ans    | 19,7   |
| 18,1   | 30-44 ans    | 19,5   |
| 12,0   | 15-29 ans    | 15,5   |
| 25,9   | 0-14 ans     | 19,2   |

| Hommes | Classe d’âge | Femmes |
| ------ | ------------ | ------ |
| 0,5    | 90 ou +      | 1,4    |
| 5,3    | 75-89 ans    | 8,1    |
| 14,8   | 60-74 ans    | 16,2   |
| 19,1   | 45-59 ans    | 18,4   |
| 19,5   | 30-44 ans    | 18,7   |
| 20,7   | 15-29 ans    | 19,1   |
| 20,2   | 0-14 ans     | 18     |

## Culture locale et monuments

### Lieux et monuments
- L'église Saint-Martin est le lieu traditionnel d'un pèlerinage en l'honneur de Notre-Dame de Tongre.

### Galerie: l'église Saint-Martin
|  |  |  |  |  |  |

- Le Secteur pavé de Troisvilles à Inchy, actuellement le premier secteur de Paris-Roubaix.
- Le cimetière militaire britannique Troisvilles Communal Cemetery
- La tour du château du Fayt
- Le Moulin des Pierres

|  |  |  |  |  |

### Héraldique
| Blason de Troisvilles | Blason  | « D'azur au chevron d'or, accompagné en chef de deux étoiles à six rais, et en pointe d'un trèfle du même. » |
| Blason de Troisvilles | Détails | Le statut officiel du blason reste à déterminer.                                                             |

| Blason de Euvillers | Blason  | D'argent à deux fasces de gueules.               |
| Blason de Euvillers | Détails | Le statut officiel du blason reste à déterminer. |
| Blason de Euvillers | Alias   | Écartelé d'argent et de gueules.                 |

| Blason de Le Fayt | Blason  | D'argent au sautoir de sable.                    |
| Blason de Le Fayt | Détails | Le statut officiel du blason reste à déterminer. |

## Pour approfondir